# رکس کاولی
رکس کاولی (انگلیسی: Rex Cawley؛ زادهٔ ۶ ژوئیه ۱۹۴۰ – ۳۱ ژانویهٔ ۲۰۲۲) دونده اهل ایالات متحده آمریکا بود.
وی در مسابقات کشوری و بین‌المللی در مجموع برندهٔ ۱ مدال طلا شده بود.